# Накауми
Накауми (Наканоуми; яп. 中海) — солоноватое лагунное озеро на севере юго-западной части японского острова Хонсю. Располагается на границе префектур Симане и Тоттори. Относится к бассейну Японского моря, сообщаясь с ним на северо-востоке через пролив Накаэносето (Сакай), впадающий в бухту Михо.
Накауми относится к эвтрофным озёрам. Площадь озера составляет 86,2 км², глубина достигает 17,1 м (или 8,4). Прозрачность воды — 1,1 м. Протяжённость береговой линии — 169 км. Объём озера составляет 521 млн м³, площадь водосборного бассейна — 590,1 км², на ней проживает более 160 тыс. человек.
Крупнейшие острова: Дайкон-Сима и Эсима.
Через протоку на западе соединяется с озером Синдзи.
Озеро является частью речной системы Хии.

Изменения береговой линии озёр Синдзи и Накауми за последние 11 тыс. лет. Серым отмечена современная береговая линия, тёмно-синим — река Хии

В 1996 году БПК воды составляло 7,5 мг/л, концентрация азота составила 1,0 мг/л; концентрация фосфора — 0,1 мг/л, все параметры превышали дозволенные по Плану сохранения качества воды в озёрах и болотах Японии.
В 1961 году был начат проект по осушению большой части озера. Четыре небольших участка было осушено, но от осушения крупнейшего — Хондзё (1500 га) — отказались. К тому моменту уже были построены дамбы, отделившие его от остальной части озера, в результате чего он сообщается с озером через два отверстия шириной в 200 м и глубиной в 4 м.